# Near-field communication
Pour les articles homonymes, voir NFC.

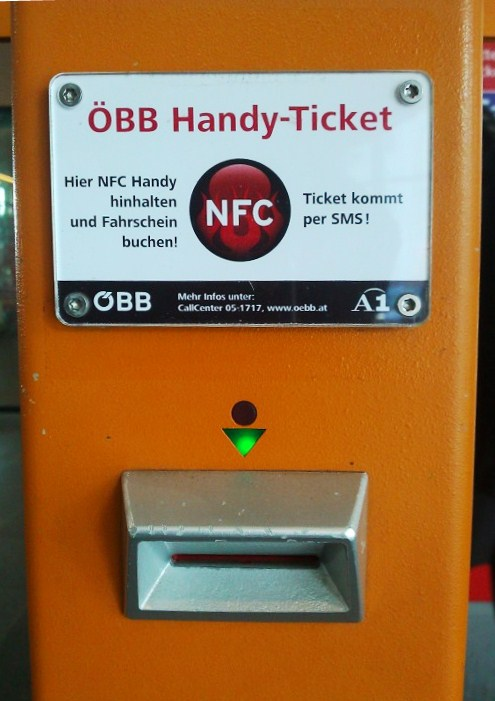
Un distributeur de billets de train en Autriche proposant la technique NFC afin de recevoir le ticket sur son téléphone

Le near-field communication ou la communication en champ proche (CCP),, souvent désigné par son sigle anglais NFC, est une technique de communication sans fil à courte portée et à haute fréquence, permettant l'échange d'informations entre des périphériques jusqu'à une distance d'environ 10 cm dans le cas général. Cette technique est une extension de la norme ISO/CEI 14443 standardisant les cartes de proximité utilisant la radio-identification (RFID) qui combinent une carte à puce et un lecteur au sein d'un seul périphérique.
Un périphérique NFC est capable de communiquer avec des équipements ISO/CEI 14443, avec un autre périphérique NFC ou avec certaines infrastructures sans-contact comme les valideurs des  transports en commun ou les terminaux de paiement chez les commerçants. La technologie ISO/CEI 14443 équipe des cartes et des lecteurs utilisés dans les transports, dans le commerce ou pour l’accès à certains services publics, et le NFC équipe de plus en plus de terminaux mobiles. En 2011, le NFC équipait en effet 50 millions de tablettes tactiles ou téléphones mobiles. Dotés d’un écran, d’un clavier et d’une connexion internet, ces terminaux NFC ont un fort potentiel d’usages en favorisant les interactions entre les machines, les objets et un contexte (voir internet des objets).

## Caractéristiques principales
- Débits de communication : 106, 212 ou 424 kbit/s  (le débit de 848 kbit/s n'est pas compatible avec la norme NFCIP-1).
- Gamme de fréquence : 13,56 MHz.
- Distance de communication : maximum 10 cm dans le cas général[3]. En pratique, la distance maximum dépend des équipements et des protocoles utilisés, il n'existe pas de maximum intrinsèque à la technique NFC. Par exemple, pour les applications de paiement par NFC en France, la distance maximum de communication entre une carte bancaire et un terminal de paiement est de 3 cm[5]. Mais, d'après un expert en sécurité informatique interrogé en 2012, si l'on remplace le terminal de paiement par du matériel spécifique non normé (un amplificateur et une antenne mesurant 50 cm), il est possible de communiquer avec une carte de paiement jusqu'à une distance de 2 m[5].
- Mode de communication : half-duplex ou full-duplex.

Au contraire d'autres techniques de radio-identification ou du bluetooth dont la portée est d'une dizaine de mètres, la technique NFC n'est utilisable que sur de très courtes distances (quelques centimètres). Elle suppose une démarche volontaire de l'utilisateur et normalement ne peut pas être utilisée à son insu (en dehors des cas ci-dessus). Mais cela n'exclut pas la collecte des données NFC par le système lui-même, qui reste capable de conserver l'historique des usages de l'utilisateur utilisant cette technique de communication. En mai 2010, à l'occasion d'un test des services sans contacts déployés à Nice, la Commission nationale informatique et liberté a énoncé les grands principes pour que les services sans contact respectent les règles françaises en matière de protection des données personnelles.

## Normes liées au NFC
- NFCIP-1 (ISO/CEI 18092) définit l'interface et le protocole de communication entre deux périphériques Near field communication
- ISO/CEI 14443-1 à ISO/CEI 14443-4 définissent la communication avec des circuits intégrés sans contact ;
- NDEF (NFC Data Exchange Format) définit le format d'échange logique des données.

Des organismes autre que l'ISO/CEI, tels que l'ECMA ou l'ETSI, ont également normé des usages ou techniques basées sur le NFC.

## Forum NFC
Esteban est un consortium international créé pour promouvoir la technique NFC par Sony et Philips (aujourd’hui NXP Semiconductors) en 2004. Il a été rejoint notamment par Nokia, Samsung, Panasonic, et compte début 2012 140 membres,.
Sony et Philips-NXP travaillent ensemble sur cette technique depuis 2002, et ont chacun développé leur propre carte NFC : respectivement FeliCa et Mifare.

## Usages
Le NFC autorise de nombreux usages, certains se situent directement dans la continuité des cartes sans contact (billettique, paiement, accès...), d'autres sont fondés sur l'interaction de l'individu avec son environnement : objets, personnes...

### Trois modes de fonctionnement du NFC
Le mode émulation de carte
Dans le mode émulation de carte, dit passif, le terminal mobile se comporte comme une carte à puce sans-contact. Dans le cas où le terminal mobile est un téléphone mobile compatible, la carte SIM de l'opérateur peut être utilisée comme élément de sécurité en stockant des informations chiffrées. Les usages sont multiples : paiement, billettique spectacle ou transport (ex. : Carte Navigo), couponing, contrôle d'accès... Le mobile, par ses fonctionnalités étendues (IHM, connexion réseau, capacité de traitement), enrichit considérablement les services basés sur des cartes.
Le mode lecteur
Le terminal mobile devient un lecteur de cartes sans-contacts (mode actif) ou de « radio-étiquettes » (étiquettes électroniques). Ce mode permet de lire des informations en approchant son mobile devant des étiquettes électroniques disposées dans la rue, sur des abribus, des  monuments, des affiches... ou sur des colis, des produits ou sur sa carte de visite (vCard)...
Le mode pair-à-pair
Ce mode permet à deux terminaux mobiles d'échanger de l'information, par exemple des vCard, des photos, des vidéos, de l'argent, des tickets, etc. Un appareil doté de la technique NFC est capable d'échanger des informations avec des cartes à puces sans contact mais également avec d'autres appareils dotés de cette technique.
Ce mode peut également être couplé avec une technique permettant un transfert plus rapide. Le système d'exploitation mobile Android, via Android Beam, permet par exemple depuis la version Ice Cream Sandwich de transférer les données via une connexion bluetooth, une fois la communication NFC établie; Samsung a amélioré le système en remplaçant, dans S-Beam, la liaison bluetooth par une liaison Wi-Di (ou Wi-Fi Direct).

### Exemples d'usages
En 2012, les services NFC commencent à voir le jour un peu partout dans le monde et notamment en Corée, en France et en Turquie. Quelques exemples d'usages :
- déverrouiller et rendre visible l'accès à la mémoire de masse d'une clé USB sécurisée avec un smartphone, tablette tactile ;
- paiement en utilisant une carte bancaire sans contact, ou un appareil mobile (téléphone mobile, smartphone, ordinateur portable, tablette tactile…) sur un terminal de paiement sans contact ;
- paiement du stationnement à une borne acceptant le paiement sans contact à l'aide de son terminal mobile NFC ;
- achat et validation sans contact d'un titre de transport ou d'un billet d'entrée à un spectacle avec son mobile ;
- gestion de coupons de réduction dans un magasin, gestion de points de fidélité chez les commerçants (couponing) ;
- accès et démarrage d'un véhicule à l'aide de son téléphone mobile ;
- lecture d'informations produits (prix, composition, allergie, etc.) dans un magasin ;
- contrôle d'accès à des locaux en accès réservé (salle de réunion, entreprise, salle de cours, etc.) ;
- des bijoux connectés pour stocker et transmettre des contenus multimédias personnels, comme des messages vocaux, des photos ou des vidéos. En approchant un smartphone sur le bijou, l'utilisateur peut accéder instantanément à des données numériques ;
- échange de profils entre deux utilisateurs d'un réseau social ou de niveaux de jeux en rapprochant (« tapant ») les deux téléphones (mode pair-à-pair) ;
- lecture d'une carte de visite électronique avec un PDA ;
- synchronisation de signets Internet et de contacts[13] entre un PDA et un téléphone mobile ;
- récupération de la clef Wi-Fi d'un point d'accès en approchant son périphérique NFC de la borne de diffusion ;
- dans le cadre du traitement diabétique, lecture de glycémie via smartphone d'un capteur d'analyse de liquide intercellulaire ;
- accès aux fonctionnalités domotique d'un bâtiment ;
- dans le domaine des jeux vidéo, notamment les amiibo (Wii U, Nintendo 3DS, Switch) ;
- suivi de la traçabilité de la chaîne du froid.

En 2016, le nombre de cartes de paiement sans contact est estimé à 31,5 millions en France, sans que les utilisateurs en soient toujours conscients.
En 2017, Wax Tailor réalise By Any Remixes Necessary, premier vinyle au monde équipé d'une puce NFC,.

### Sécurité
Le paiement sans contact basé sur le NFC est d'une grande facilité d'usage, ce qui n'est pas toujours compatible avec une sécurité efficace. Début 2016, des hackers allemands du Chaos Computer Club ont présenté des failles dans les protocoles de communications. La plus importante concerne le protocole utilisé (principalement en Allemagne) entre la carte et le terminal de paiement sans contact. Elle est due à une mauvaise implémentation du code d'authentification du message.
Une personne mal intentionnée munie d'un smartphone et d'une application spécifique peut récupérer des informations confidentielles telles que le numéro de la carte bancaire et sa date d'expiration (pas de récupération de nom, cryptogramme ou historique d'opération), à condition de placer le smartphone à quelques centimètres de celle-ci.

## Diffusion de la technique
La société française AirTag a affirmé avoir lancé le premier kit de développement logiciel pour communication en champ proche en 2008. La diffusion du NFC passe par des services sans contact nombreux, fonctionnant partout, quel que soit son opérateur, sa banque ou son modèle de terminal NFC :
En France et au Royaume-Unile NFC commence à être utilisée à partir de 2011 et son implantation est encore balbutiante en 2012. Seules neuf villes, dont Nice, Strasbourg (précurseur), Caen, et Marseille possèdent des moyens de paiement compatibles NFC en 2012, et ce, uniquement pour les systèmes de transports en commun. En Europe, le NFC est implantée avec l'aide du secteur public qui rechigne à investir des sommes suffisantes dans son développement. Les principaux acteurs du NFC se sont regroupés par domaine d'activité pour réfléchir sur des questions telles que l’interopérabilité, le modèle économique ou la gestion de la relation client.
En France, plusieurs expérimentations ont été menées à partir de 2005, notamment à Nice, Caen et Strasbourg pour le paiement, à Rennes, Grenoble, Marseille dans le domaine des transports publics. Parallèlement les acteurs du sans contact se sont organisés pour élaborer des spécifications communes.
Aux États-Unisles premiers programmes d'exploitation du NFC sont aussi apparus en 2011, mais la pénétration du système s'effectue beaucoup plus rapidement et, déjà en 2012, de nombreux magasins et systèmes de transports en commun sont compatibles avec cette technique. Cela s'explique par le fait que le modèle concurrentiel prédomine avec un positionnement récent d’acteurs privés, essentiellement Google, PayPal et Amazon qui ont implanté massivement cette technique dans les smartphones, les cartes de crédit et les lecteurs de carte de crédit.
En Corée du Sud et au Japon[pas clair]le NFC a commencé à être exploitée en 2004. Les services NFC sur téléphones mobiles sont donc très développés. Tous les magasins et tous les réseaux de transport d'une certaine importance disposent de la technique NFC pour régler les paiements. Les opérateurs et constructeurs de mobiles jouent un rôle prépondérant.

### Associations et groupes de travail
- Les opérateurs Orange, Bouygues, SFR et NRJ Mobile se sont réunis au sein de l'Association française du sans contact mobile (AFSCM), créée en 2008, pour promouvoir les services sans contact sécurisés sur téléphones mobiles hébergés dans la carte SIM de l’opérateur (SIM based). Ils ont élaboré la marque cityzi qui vise, par une signalétique commune, à faciliter l'identification des téléphones mobiles et des services sans contact compatibles.
- À l’occasion des expérimentations de Nice, Strasbourg et Caen, les banques ont rejoint les opérateurs mobiles dans l’association européenne payez mobile (AEPM) en octobre 2008 et ont établi des spécifications permettant l’interopérabilité des terminaux Cityzi avec les terminaux de paiement[18].
- Un groupe de travail hébergé par le pôle de compétitivité industrie du commerce (Picom) réunissant plusieurs grandes enseignes de la distribution, a publié de son côté les spécifications « Ergonomie des services sur mobile » (Ergosum[19]) pour gérer la fidélité, les avantages clients et divers moyens de paiements (coupons, avoir, chèques cadeaux, etc.)
- Le Groupement des autorités responsables de transport (GART) a travaillé avec l’union des transports publics (UTP) pour l’utilisation des téléphones NFC dans le domaine des transports publics[20].

### L’implication de l’État et des collectivités territoriales
En 2008, le gouvernement français a créé le Forum des services mobiles sans contact (Forum SMSC) pour fédérer les acteurs et préparer un déploiement à grande échelle des services NFC. Un projet pilote a ainsi été élaboré à Nice qui a démarré en mai 2010. Un projet qui a pour particularité d’associer quatre opérateurs mobiles et de reposer sur des mobiles NFC commercialisés (et non prêtés comme lors des précédentes expérimentations) permettant l’accès à plusieurs services (transport, paiement, visite). À la suite de ce projet, le gouvernement a décidé de favoriser le déploiement national des services NFC avec la désignation de neuf territoires leaders du sans contact mobile : Bordeaux en coordination avec Pessac, Caen en coordination avec la Manche, Lille, Marseille, Nice, Paris, Rennes, Strasbourg et Toulouse. Enfin, en mai 2011, dans le cadre du programme des investissements d'avenir, un appel à projets « Déploiement des services mobiles sans contact NFC », doté de 20 millions d'euros a été lancé. Sur la cinquantaine de dossiers déposés par les collectivités locales, 17 ont été présélectionnés fin 2011 : Besançon, Bordeaux, Caen (avec Manche Numérique), Dijon, Grenoble, Lille, Marseille, Mulhouse, Nice, Reims, Rennes, Strasbourg, Toulon, Toulouse et Paris. Les projets des collectivités locales portent sur le paiement, la billettique sur téléphone mobile, la création de parcours touristiques ou encore de services en ville (par exemple, accès à la piscine, à la bibliothèque). Les projets de Caen, Bordeaux, Strasbourg sont avec celui de Nice les plus avancés.

### Ailleurs dans le monde
Aux États-Unis, plusieurs acteurs privés se sont positionnés sur le NFC. Google a lancé en mai 2011 un porte-monnaie électronique baptisé Google Wallet disponible sur téléphone mobile, et notamment le Samsung Galaxy S II et le Nexus S. Le système d’exploitation pour mobiles et tablettes Android, soutenu par la firme américaine, supporte désormais la technique NFC dans ses versions 2.3 et 2.4. Pour Google, le NFC s’inscrit dans la continuité de sa stratégie visant à proposer aux annonceurs des publicités très ciblées via sa connaissance très fine des achats (et leur localisation) des utilisateurs de son porte-monnaie électronique. Plusieurs expérimentations du Google Wallet sont en cours aux États-Unis, notamment à New York et San Francisco. Google a des partenariats avec Ingenico pour le terminaux de paiement et MasterCard, côté opérateur de carte bancaire. Face à Google, les opérateurs AT&T, Verizon wireless et T-Mobile ont créé Isis), une coentreprise pour développer leur propre porte-monnaie électronique NFC. ISIS a passé  un accord avec les opérateurs de cartes bancaires (Visa, Master Card, American Express et Discover). Salt Lake City est une des premières villes à expérimenter Isis début 2012.
En Corée du Sud, des projets impliquant le NFC sont en cours depuis 2004 avec une forte implication de l’État qui a pour objectifs de faire de la Corée du Sud un leader de l’Internet des objets et de la ville intelligente. En juin 2011 une quinzaine d’acteurs – organisations gouvernementales, opérateurs mobiles, organismes de crédits, constructeurs de mobiles – ont créé sous l’égide du régulateur des télécommunications coréen, la Korea Communications Commission (KCC), la Grand NFC Korea Alliance pour promouvoir le NFC. En janvier 2012, on dénombrait 5 millions de coréens dotés d’un téléphone NFC, chiffre qui devrait atteindre 20 millions en 2012. De nombreux services utilisant le NFC commencent à être déployés : accès aux transports publics et taxis, paiement sur automate automatiques, information contextuelle, couponing, etc.